# Pretty Girls
"Pretty Girls" é uma canção da artista musical estadunidense Britney Spears e da rapper australiana Iggy Azalea. Foi composta por Azalea juntamente com as integrantes do grupo feminino britânico Little Mix — Perrie Edwards, Jesy Nelson, Leigh-Anne Pinnock, Jade Thirlwall —, Meagan Cottone, Jason Pebworth e George Astasio, e produzida pelos três últimos sob o nome artístico The Invisble Men. O single foi lançado digitalmente em 4 de maio de 2015 e enviado para as estações de rádio estadunidenses mainstream e rhythmic no dia seguinte.

## Antecedentes e lançamento
Em 9 de setembro de 2014, durante o lançamento de sua coleção de peças íntimas The Intimate Britney Spears Collection em Nova Iorque, Spears revelou para o programa Extra que havia começado a trabalhar "lentamente mas firmemente" em um novo álbum. Quando questionada com quem ela gostaria de colaborar, a cantora revelou que queria fazer algo com Katy Perry ou Iggy Azalea. Posteriormente, começaram a circular rumores de que uma colaboração entre Spears e Azalea já estava sendo desenvolvida, com a última dizendo que havia feito uma "colaboração secreta" com alguém que estava interessada em trabalhar. Em dezembro de 2014, durante os bastidores do Jingle Ball Tour 2014, a rapper confirmou para a rádio Kiss 108 sua colaboração com Spears e revelou que a canção seria lançada em 2015: "Nós temos uma música, que será o primeiro single [do nono álbum] dela, e sairá no próximo ano". Questionada sobre como a colaboração surgiu, Azalea adicionou: "Ela disse que queria trabalhar comigo em uma entrevista e eles [seus representes] aprovaram. Nós gravamos algumas coisas diferentes, e uma dessas acabou se tornando, na minha opinião, inegavelmente grande. Eu espero que todos a ouçam no começo do próximo ano".
Em março de 2015, durante uma entrevista com a revista People, Spears revelou que o nome da faixa seria "Pretty Girls" e que esta seria lançada em 5 de maio do mesmo ano. Em 30 de abril seguinte, foi revelada a capa do single, que caracteriza Spears e Azalea em um fundo espacial reminiscente ao filme Earth Girls Are Easy (1988). No mesmo dia, surgiram porções da canção da Internet, e dois dias depois, toda a faixa foi ilegalmente divulgada. Através de seu Twitter, Azalea falou sobre a divulgação ilegal: "Eu quero esclarecer que não é um lançamento antecipado. É uma divulgação ilegal e, se vocês puderem, nós apreciaríamos de verdade se todos esperassem até segunda para compartilhar links". A Federação Internacional da Indústria Fonográfica notificou as páginas que divulgaram a obra ilegalmente, solicitando a remoção do conteúdo. "Pretty Girls" foi lançada digitalmente em 4 de maio de 2015 em diversos países, como Alemanha, Estados Unidos e França, sendo enviada para as estações radiofônicas estadunidenses mainstream e rhythmic no dia seguinte.

## Desempenho nas tabelas musicais

### Posições
| Tabela musical (2015)                                  | Melhor posição |
| ------------------------------------------------------ | -------------- |
| Alemanha (Media Control Charts)                        | 88             |
| Austrália (ARIA Charts)                                | 27             |
| Áustria (Ö3 Austria Top 40)                            | 70             |
| Bélgica (Ultratip de Flandres)                         | 1              |
| Bélgica (Ultratop 40 da Valônia)                       | 22             |
| Canadá (Canadian Hot 100)                              | 16             |
| Espanha (Productores de Música de España)              | 5              |
| Estados Unidos (Billboard Hot 100)                     | 8              |
| Estados Unidos (Pop Songs)                             | 23             |
| Estados Unidos (Hot Dance Club Songs)                  | 1              |
| França (Syndicat National de l'Édition Phonographique) | 5              |
| Finlândia (IFPI Finlândia)                             | 16             |
| Grécia (Greece Digital Songs)                          | 1              |
| Hungria (Magyar Hanglemezkiadók Szövetsége)            | 1              |
| Irlanda (Irish Recorded Music Association)             | 1              |
| Reino Unido (UK Singles Chart)                         | 16             |
| Suécia (Sweden Digital Songs)                          | 1              |

### Certificações
| País                  | Certificação |
| --------------------- | ------------ |
| Estados Unidos (RIAA) | Ouro         |

## Histórico de lançamento
| País           | Data                | Formato           | Gravadora |
| -------------- | ------------------- | ----------------- | --------- |
| Alemanha       | 4 de maio de 2015   | Download digital  | RCA       |
| Estados Unidos | 4 de maio de 2015   | Download digital  | RCA       |
| Espanha        | 4 de maio de 2015   | Download digital  | RCA       |
| França         | 4 de maio de 2015   | Download digital  | RCA       |
| Itália         | 4 de maio de 2015   | Download digital  | RCA       |
| Estados Unidos | 5 de maio de 2015   | Rádios mainstream | RCA       |
| Estados Unidos | 5 de maio de 2015   | Rádios rhythmic   | RCA       |
| Itália         | 8 de maio de 2015   | Rádios mainstream | RCA       |
| Alemanha       | 5 de junho de 2015  | CD single         | RCA       |
| Reino Unido    | 14 de junho de 2015 | Download digital  | RCA       |